# Nieva
Nieva é um município da Espanha na província de Segóvia, comunidade autónoma de Castela e Leão, de área 33,81 km² com população de 353 habitantes (2007) e densidade populacional de 10,13 hab/km².

## Demografia
| Variação demográfica do município entre 1991 e 2004 | Variação demográfica do município entre 1991 e 2004 | Variação demográfica do município entre 1991 e 2004 | Variação demográfica do município entre 1991 e 2004 |
| --------------------------------------------------- | --------------------------------------------------- | --------------------------------------------------- | --------------------------------------------------- |
| 1991                                                | 1996                                                | 2001                                                | 2004                                                |
| 390                                                 | 380                                                 | 350                                                 | 346                                                 |